# Hickorysill
Hickorysill (Alosa mediocris) är en fiskart som först beskrevs av Mitchill, 1814.  Hickorysill ingår i släktet Alosa och familjen sillfiskar. Inga underarter finns listade i Catalogue of Life.